# ジャワ沖海戦
ジャワ沖海戦（ジャワおきかいせん）は、第二次世界大戦の太平洋戦線において、1942年（昭和17年）2月4日に東南アジアで生起した日本海軍航空隊と連合軍ABDA艦隊との間の海戦。基地航空部隊の一式陸攻と九六陸攻が連合国軍巡洋艦部隊を攻撃して大戦果を報告したが、実際は軽微な被害であった。
本記事では、2月4日から5日にかけて日本軍基地航空隊がシンガポール増援輸送船団を攻撃して軍隊輸送船「エンプレス・オブ・エイジア」を撃沈した海空戦の顛末、2月15日にガスパル海峡で生起した日本海軍（基地航空部隊、馬来部隊）とABDA艦隊の戦闘についても記述する。2月15日の海戦では、パレンバン攻略部隊撃滅をめざすABDA艦隊を、日本海軍の基地航空部隊と空母龍驤艦上機が攻撃した。ABDA艦隊の被害は軽微だったが、輸送船団攻撃を断念して撤退した。

## 背景
太平洋戦争（大東亜戦争）開戦後、日本軍の極東方面における南方作戦は、マレー半島を南下してシンガポールやスマトラ島攻略を目指す馬来作戦と、フィリピン攻略（比島作戦）および蘭印攻略を目指す蘭印作戦に大別される。
日本海軍において、馬来作戦を担当していたのは小沢治三郎中将（旗艦鳥海）が率いる南遣艦隊、比島作戦および蘭印作戦の担当が高橋伊望中将（旗艦足柄）が率いる第三艦隊であった。
連合国側はABDA司令部を結成して日本軍に対抗しようとした。ABDA司令部（1942年1月15日より司令官アーチボルド・ウェーヴェル大将）の担当範囲は広大でかつ指揮系統は複雑であり、しかも各国政府の思惑に左右されて有効な戦略を打ち出せなかった。当初、ABDA海軍部隊 (ABDAFLOAT) を率いていたのはアメリカ合衆国アジア艦隊司令長官のハート提督であった。
1942年（昭和17年）1月下旬から2月初旬にかけて、大英帝国の極東における最大拠点シンガポールは追い詰められる。連合国がオランダ領東インドを防衛する見込みは薄くなる。だがオランダ軍は諦めていなかった。

## ジャワ沖海戦
1942年（昭和17年）2月1日、連合国軍はボルネオ島バリクパパンに日本軍大輸送船団が集結中との情報を入手した。2月3日、連合国艦隊はマドゥラ島バンダ泊地に集結する。この時、日本海軍の第十一航空艦隊（基地航空部隊）は蘭印作戦にともない、ジャワ島に対する航空作戦を開始していた。
2月4日午前0時30分、オランダ海軍のカレル・ドールマン少将率いる連合国艦隊（ABDA攻撃部隊）は、バリクパパンに再集結中と思われる日本軍を攻撃するため、バンダ泊地から出撃した。前月下旬のバリクパパン沖海戦の再現を狙ったのである。
この出撃でドールマン少将（旗艦デ・ロイテル）の指揮下にあった艦艇はアメリカ海軍とオランダ海軍から抽出されており。アメリカ重巡洋艦「ヒューストン」と軽巡洋艦「マーブルヘッド」、オランダ軽巡洋艦「デ・ロイテル」、「トロンプ」、アメリカ駆逐艦「スチュワート」、「ジョン・D・エドワーズ」、「バーカー」、「バルマー」、オランダ駆逐艦「ファン・ゲント」、「ピート・ハイン」、「バンケルト」という編成であった。
2月3日、東ジャワ州マランを攻撃した日本軍航空部隊は、その帰路マドゥラ島パメカサン湾に戦艦2隻（帰投後、ジャバ型に訂正）、甲巡1隻、乙巡2隻、駆逐艦9隻が停泊しているのを報告した。これを受けて航空部隊指揮官塚原二四三海軍中将（第十一航空艦隊司令長官）は翌日の攻撃を決めた。
2月4日、索敵機はバリ島の北をマカッサル海峡に向け航行中の連合軍艦隊を発見する。スラウェシ島ケンダリーより発進していた鹿屋海軍航空隊の一式陸上攻撃機27機、高雄海軍航空隊の一式陸攻9機、第一航空隊の九六式陸上攻撃機24機が攻撃に向かった。
鹿屋空と高雄空はカンゲアン島の南30海里で連合国艦隊を発見し、爆撃を行なった。この攻撃で「マーブルヘッド」に250kg爆弾2発が命中、4発が至近弾となり、火災が発生し舵は取り舵一杯で動かなくなる。人的被害は戦死15名、負傷34名であった。「マーブルヘッド」は対空砲火により高雄空の陸攻1機を撃墜した。「マーブルヘッド」の損傷は大きく、本格的修理を余儀なくされた。
続いて一空がセバジャン南方10海里付近で連合国艦隊を発見し、爆撃した。この攻撃では「ヒューストン」に250kg爆弾1発が命中して後部砲塔が破壊され50名ほどの死者を出した他、至近弾で「デ・ロイテル」の対空射撃指揮装置が破壊された。この攻撃で「ヒューストン」の後部砲塔は使用不能になった。
上記の他、「トロンプ」もこの海戦で至近弾により軽微な損害を受けている。
2月5日、鹿屋空の陸攻23機と高雄空の陸攻8機がケンダリーより発進する。索敵機は連合軍艦隊を発見していたものの日本軍攻撃隊に情報が届かず、攻撃隊はバリ島の飛行場を攻撃した。また、一空の陸攻23機もケンダリーから発進し、スンバワ島南方10海里でマーブルヘッド型軽巡1隻、輸送船1隻を発見して攻撃したが命中弾はなかった。連合軍側の記録によれば、この日スンバワ島沖で駆逐艦「ポール・ジョーンズ」とオランダ船「Tidore」が爆撃を受け、オランダ商船が座礁して失われた。翌6日も日本側は陸攻53機による索敵攻撃を行ったが、連合軍艦隊を発見できずに終わった。
2月8日、連合国艦隊はジャワ島南部のチラチャップに帰投した。
日本軍は戦果を過剰に見積もった。
巡洋艦2隻撃沈、巡洋艦2隻撃破。
連合艦隊に伝達された戦果は、デロイテル型1番艦を撃沈確実、ジャバ型2番艦轟沈、ジャバ型3番艦中破、米重巡2隻撃破、米艦マーブルヘッドのみ無事という内容だったという。のちに写真判定により、デ・ロイテル型は、ヒューストン型重巡であることがわかった。

## BM.12船団
連合国軍は窮地においこまれたシンガポールを救うために、軍隊輸送船を活用して増援部隊を送り込んでいた。
ボンベイとマレーヤの頭文字から“BM船団”と呼称されていた。2月3日、BM.12船団はとDM.2船団はイギリス重巡洋艦「エクセター」、軽巡洋艦「ダナエー」および英連邦諸国の小型艦艇、オランダ軽巡洋艦「ジャワ」に護衛されてスンダ海峡を通過した。
ジャワ島バタヴィア行きのDM.2船団と別れたBM.12船団（輸送船4隻乃至5隻）は北上してシンガポールを目指す。連合軍輸送船団の動きは、日本側に察知されていた。
2月4日、バンカ島とスマトラ島の間のバンカ海峡で日本軍の陸上攻撃機に襲われる。攻撃部隊は、ボルネオ島西部クチンから飛来した元山海軍航空隊の陸攻9機と美幌海軍航空隊の陸攻6機であった。
日本海軍基地航空隊は「重巡1隻、軽巡1隻、駆逐艦4隻、商船5隻」を発見し、2万トン級商船2隻、護衛艦艇1隻撃沈を報告したが、BM.12船団に目立った被害はなかった。
2月5日、BM.12船団はシンガポール到着寸前に日本陸軍航空隊に襲撃され、輸送船「フェリックス・ルーセル」と「エンプレス・オブ・エイジア」が直撃弾を受けて炎上、「エンプレス・オブ・エイジア」は炎上して沈没した。乗船中の陸軍兵の大半は護衛のスループ「ヤラ」や、シンガポール港から救援にかけつけた小型艇に救助された。日本側記録では、第3飛行集団第3飛行団の一部がシンガポール南方海上の敵艦船を攻撃し、1万トン級艦船1隻撃沈、6,000トン級艦船1隻炎上航行不能、3,000トン級艦船3隻に命中弾を与えたと報じている。
「エンプレス・オブ・エイジア」の他に目立った被害はなく、BM.12船団はシンガポールへの増援輸送に成功した。2月15日、シンガポールは陥落した。

## ガスパル海峡の海空戦
ジャワ沖海戦後も日本軍の進撃は止まらなかった。2月8日-9日にシンガポールとスラウェシ島マカッサル、2月10日-11日にボルネオ島南カリマンタン州バンジャルマシンに上陸し、攻略作戦を順調にすすめた。ABDA艦隊はチラチャップに避退したばかりだったので、ボルネオ島やスラウェシ島に対する日本軍の攻勢に対処できなかった。
2月12日、ABDA海上部隊を指揮していたアメリカ海軍軍人のハート提督が本国に戻り、オランダ海軍軍人のコンラッド・ヘルフリック中将が残存部隊を指揮することになった。寄せ集めの多国籍艦隊を、引き続きカレル・ドールマン少将が海上指揮官として率いる。
2月13日、ジャワ島のバタビアにドールマン少将が率いるABDA打撃部隊が集結する。その兵力は、オランダ軽巡洋艦「デ・ロイテル」、「ジャワ」、「トロンプ」、イギリス重巡洋艦「エクセター」、オーストラリア軽巡洋艦「ホバート」、アメリカ駆逐艦「ブルマ―」、「バーカー」、「ホイップル」、「アルデン」、「エドワーズ」、「エドサル」、オランダ駆逐艦「バンケルト」、「ファンゲント」、「コルテノール」、「ヴァンネス」であった。ドールマン少将は日本軍の西方部隊（馬来部隊）に対する警戒を余儀なくされており、目下の懸念はスマトラ島パレンバンに対する日本軍の攻勢であった。
2月14日早朝、ABDA艦隊はバンカ島にむけてバタビアを出撃したが、途中で駆逐艦「ファンゲント」が座礁沈没、乗組員収容のため駆逐艦「バンケルト」が残留した。
日本側では、日本陸軍挺進連隊がパレンバン空挺作戦を実施しようとしており、掩護をかねて馬来部隊（指揮官小沢治三郎海軍中将／第一南遣艦隊司令長官）をシンガポール東方海面に配置した。馬来部隊は、重巡鳥海（小沢長官旗艦）と第七戦隊（司令官栗田健男少将）の重巡4隻（熊野、鈴谷、三隈、最上）、第三水雷戦隊（司令官橋本信太郎少将、旗艦川内）、第四航空戦隊（司令官角田覚治少将）の軽空母龍驤などを主戦力としてマレー作戦に従事し、同方面作戦が順調に推移したのち蘭印作戦に協力していた。
2月15日午前9時以降、ガスパル海峡を通過中のABDA艦隊を日本軍偵察機が発見して「戦艦1隻、巡洋艦3隻、駆逐艦5隻の連合軍艦隊がガスパル海峡北上中」と報告した。マラヤ型戦艦 (Q.E.級戦艦) が報告され、小沢長官は日本軍輸送船団（第二護衛隊：練習巡洋艦香椎、海防艦占守、駆逐艦夕霧、天霧、駆潜艇、陸軍輸送船団）を退避させる。
馬来部隊指揮官は「一、基地航空部隊は全力を挙げてこの敵を攻撃せよ／二、輸送船は北方に避退せよ／三、主力部隊（旗艦鳥海、第七戦隊、第三水雷戦隊、第四航空戦隊）は基地航空部隊の攻撃に策応し敵を撃滅する」との方針を示した。輸送船団の護衛や掃蕩任務で別動中だった第三水雷戦隊各部隊（川内、由良、第11駆逐隊）なども、馬来部隊主隊との合流を命じられている。
水上部隊が艦隊決戦を挑む前に、ボルネオ島クチンやマレー半島クアンタンに展開していた日本海軍基地航空部隊と、四航戦の軽空母龍驤艦上機によるABDA艦隊への空襲を敢行することにした。
無線を傍受していた第二艦隊旗艦（南方部隊旗艦）愛宕（司令長官近藤信竹中将／南方部隊旗艦）では、参謀達が「また幻の戦艦が小沢艦隊を走らせている」と冗談をかわした。ABDA艦隊に含まれていた「戦艦」は、重巡洋艦「エクセター」の誤認であったという。
日本側の九七式艦上攻撃機や陸上攻撃機は諸事情により魚雷を搭載せず、爆弾のみを装備して出撃した。航空戦により、ABDA艦隊の2隻が損害を受ける。軽巡洋艦「ホバート」も若干の損傷をうけた。日本側の記録によれば、日本時間13時25分に第三航空部隊（龍驤）第一次攻撃隊（九七艦攻7機）がエクゼター型巡洋艦1隻を爆撃して炎上させ撃沈または大破と報じ、19時00分に龍驤第四次攻撃隊がレアンダー型軽巡洋艦1隻を爆撃して艦尾に数発の至近弾を得たと報告している。
決定的な被害こそ受けなかったものの、ABDA艦隊は日本軍輸送船団撃滅をあきらめて反転し、バタビアにもどった。日本側でも、戦況を分析していた永野修身軍令部総長が「基地航空部隊の爆弾はどうして当らないのか」と落胆したという。本作戦後、四航戦司令官（角田少将）は小沢中将に「敵艦隊を発見したとき、水上部隊は急追すべきではなかったか」質問した。戦後、小沢は「艦隊は輸送船団から過度に離れるべきではない。」「シンガポールからの脱出艦艇捕捉撃破も続けねばならなかった。」「まさか一回の空襲で敵艦隊が算を乱して逃げるとは思わなかった。」「後刻の偵察報告や写真判定で敵戦艦がいないとわかった。」と回想している。
2月17日、バンカ島守備隊を収容して撤退中の駆逐艦「ヴァンネス」と輸送船1隻は、空母龍驤艦上機と、基地航空隊の陸攻に襲われて2隻とも沈没した。

## 結末
2月19日、日本軍攻略部隊はバリ島サヌール泊地に進入して上陸を開始し、未明には飛行場を占領した。
東南アジア方面の連合国軍艦隊は直後に生起したバリ島沖海戦で損害を重ね、最終的に日本軍のジャワ島侵攻に際して発生したスラバヤ沖海戦とバタビヤ沖海戦で事実上壊滅することになる。航空戦力をなんとか維持するためジャワ島にP-40 (Curtiss P-40) 戦闘機を運んできた水上機母艦「ラングレー」も、P-40を補給する前に日本海軍基地航空隊によって撃沈されている。
なお、本海戦で損傷した軽巡洋艦「マーブルヘッド」は応急修理のあとセイロン島へ避退、そのまま日本軍の餌食になる太平洋を避け、インド洋・喜望峰・大西洋を経由する大航海の果てにアメリカ本国へ生還している。